# Stanislav Bukovský

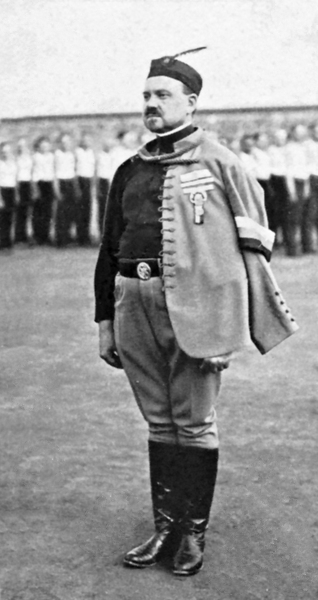
Stanislav Bukovský v sokolském

Stanislav Bukovský (2. května 1889 Vyškov – 14. srpna 1942 Osvětim) byl vedoucí lékař Léčebného fondu veřejných zaměstnanců v Praze, vedoucí činovník Sokola a (od 4. října 1938 do 1. prosince 1938) ministr bez portfeje pověřený správou ministerstva školství a národní osvěty.

## Život

### Původ, studia, první světová válka
Pocházel z Vyškova, narodil se zde ve mlýně. Už od mládí se věnoval sokolským cvičením. V roce 1913 ukončil zdárně studium na lékařské fakultě v Praze. Během první světové války narukoval, na italské frontě byl těžce zraněn na noze a nastoupil jako vojenský lékař v Praze na Hradčanech.

### Mezi světovými válkami
Po skončení první světové války se věnoval činnosti v organizaci Sokol (ČOS). Byl členem Sokola Pražského. Stal se členem předsednictva ČOS, místostarostou a 8. března 1932 byl zvolen starostou. Ve funkci nahradil (až do roku 1938) zesnulého dr. Josefa Scheinera. Pak byl také starostou Svazu slovanského sokolstva a zapojil se do pořádání všesokolských sletů. V říjnu 1938 byl povolán do vlády generála Syrového jako nestraník do funkce ministra školství. Zde setrval dva měsíce. 

### V protektorátu
Po zřízení Protektorátu Čechy a Morava byla organizace Sokol úředně zrušena, ale ještě před nabytím účinnosti tohoto zákazu byl Bukovský dne 8. října 1941 zatčen při hromadném zátahu německých bezpečnostních složek na sokolské funkcionáře v rámci Akce Sokol. Nejprve byl vězněn v policejní věznici gestapa v Malé pevnosti v Terezíně, ale pak byl deportován (15. ledna 1942) spolu s dalšími zatčenými členy sokolské organizace do koncentračního tábora v Osvětimi, kde byl 14. srpna 1942 popraven v plynové komoře. Bylo mu 53 roků.

Vězeňská identifikační trojfotografie Stanislava Bukovského (vězeň číslo 25 660) v Osvětimi
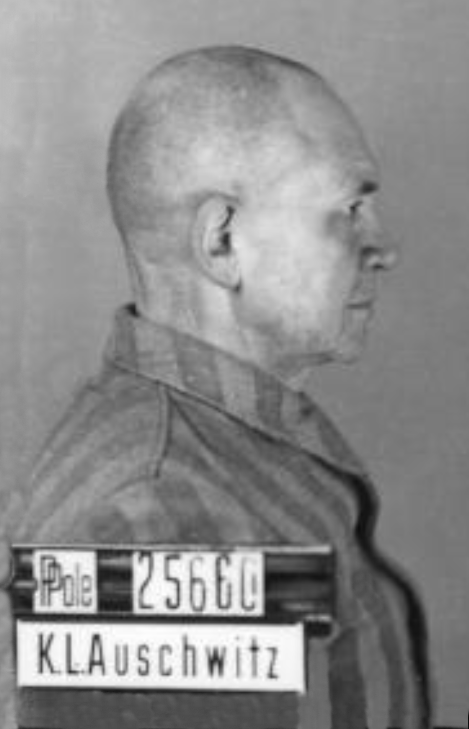
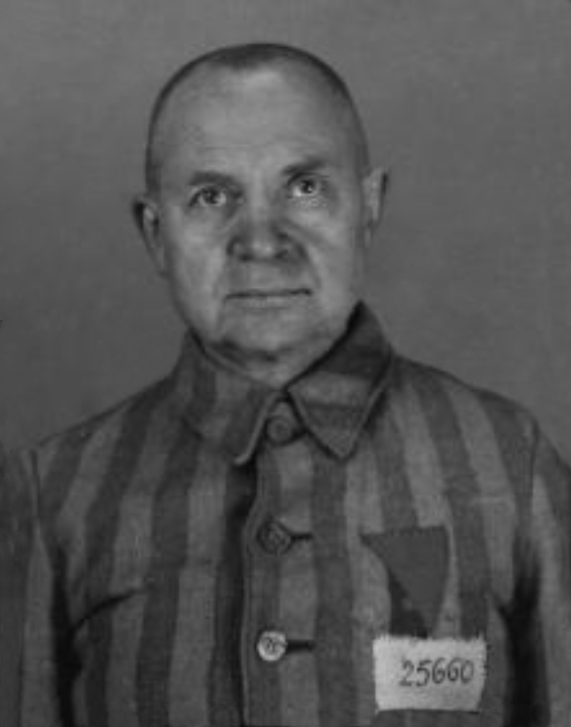
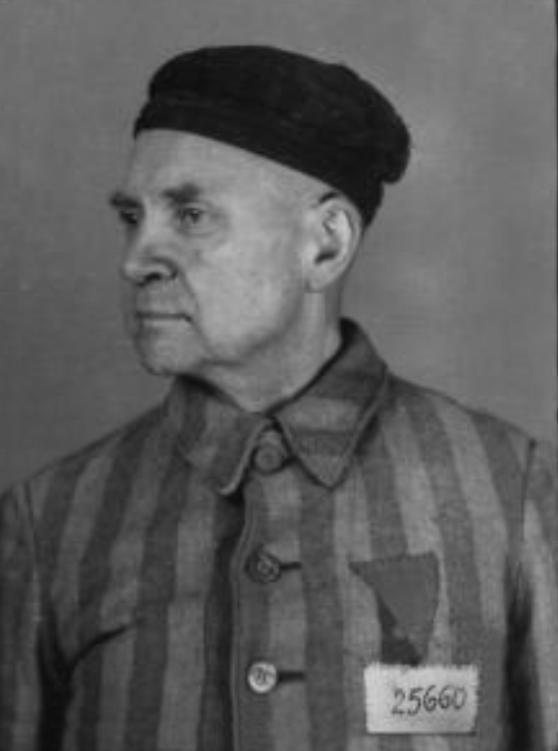

## Připomínka
Po roce 1945 byla po Stanislavu Bukovském pojmenována Sokolská župa Dr. Bukovského.